# Ferhan Abic
Ferhan Kendal Abic, född 11 juni 2001, är en svensk-turkisk fotbollsspelare som spelar för Gefle IF.

## Karriär
Abic började spela fotboll i Forssa BK. Han spelade även som ung i IK Brage. I augusti 2019 gick han till Division 2-klubben Kvarnsvedens IK. I juli 2020 var Abic aktuell för en övergång till Turkiska Alanyaspor i Süper Lig.
I augusti 2020 värvades han av Ettan södra-klubben FC Linköping City. I januari 2022 återvände han till Kvarnsvedens IK. Inför säsongen 2023 gick han till Division 2-klubben Skiljebo SK.
I juni 2023 skrev Abic på för Falu BS. Säsongen 2023 med Falu BS spelade han 13 matcher och gjorde 28 mål. I december 2023 värvades Abic av Superettan-klubben IK Brage, där han skrev på ett tvåårskontrakt. Den 23 juni 2024 debuterade Abic i Superettan i en 5-0 vinst mot GIF Sundsvall, där han blev inbytt i den 79:e minuten mot Ieltsin Camões.
I mars 2025 värvades Abic av Gefle IF, där han skrev på ett ettårskontrakt.

## Landslagskarriär
Abic har blivit uttagen till P16-landslags läger på Bosön två gånger.

## Privatliv
Hans farbror Seyhmus Abic var också en fotbollsspelare har spelat för IK Brage och Dalkurd FF.